# Chlidonias niger
Il mignattino (Chlidonias niger, Linnaeus, 1758), è un uccello della sottofamiglia Sterninae nella famiglia Laridae.

## Tassonomia
Il mignattino ha 2 sottospecie:
- Chlidonias niger niger
- Chlidonias niger surinamensis

## Distribuzione e habitat
Il mignattino è visibile in tutti i continenti, in Italia esistono rare nidificazioni all'interno della Pianura padana, in ambienti con presenza di acqua.

### Riproduzione

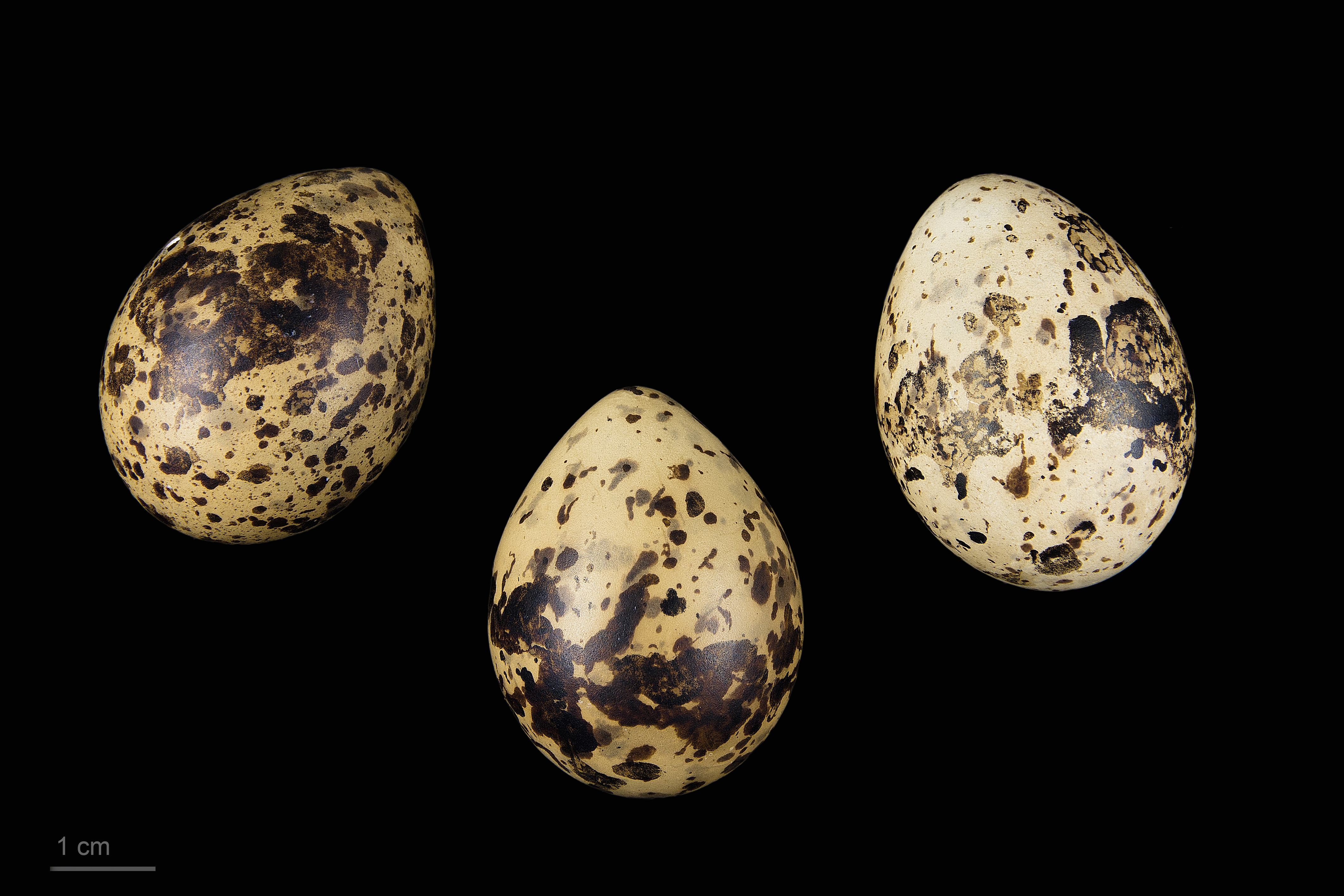
Chlidonias niger niger

Nidifica in primavera inoltrata.